# Лорис (Јужна Каролина)
Лорис (енгл. Loris) град је у америчкој савезној држави Јужна Каролина.

## Демографија
По попису из 2010. године број становника је 2.396, што је 317 (15,2%) становника више него 2000. године.
| Група             | 2000.         | 2010.         |
| Белци             | 1.156 (55,6%) | 1.264 (52,8%) |
| Афроамериканци    | 841 (40,5%)   | 951 (39,7%)   |
| Азијати           | 10 (0,5%)     | 29 (1,2%)     |
| Хиспаноамериканци | 56 (2,7%)     | 106 (4,4%)    |
| Укупно            | 2.079         | 2.396         |